# Dustin Jeffrey
Dustin Jeffrey, född 27 februari 1988, är en kanadensisk professionell ishockeyspelare som spelar för Arizona Coyotes i NHL. Han har tidigare spelat för Pittsburgh Penguins och Dallas Stars.
Jeffrey draftades i sjätte rundan i 2007 års draft av Pittsburgh Penguins som 171:e spelare totalt.